# Herb Konstantynowa Łódzkiego
Herb Konstantynowa Łódzkiego – jeden z symboli miasta Konstantynów Łódzki w postaci herbu. W roku 1821 swój herb – Ostoja nadał miastu jego założyciel Mikołaj Krzywiec-Okołowicz.

## Wygląd i symbolika
Herb przedstawia w polu czerwonym, między dwoma księżycami w pas, barkami ku sobie, złotymi, miecz o takiejż rękojeści i głowni srebrnej.